# Poema sinfônico
Um poema sinfônico(pt-BR) ou poema sinfónico(pt-PT?) é uma obra de caráter musical baseada em um poema ou texto literário. Em geral, escrito em forma de sinfonia, em um só ato,  para ser executada por uma orquestra. O autor procura descrever sentimentos e despertar emoções advindas da obra em que ele se baseia. O seu apogeu se deu no século XIX e o seu declínio após o término da Primeira Guerra Mundial.

## Origem
O poema sinfônico veio e  tem origem na Alemanha. É com Franz Liszt que ele toma a forma que conhecemos (os célebres poemas sinfónicos de Liszt). Várias obras deste compositor são compostas neste formato ( "Os Prelúdios", "Orfeu", "Prometeus"). Para alguns, ele é o sucessor dos "Concertos de Abertura" ( "Abertura Coriolano" e "Abertura Egmont" de Ludwig van Beethoven e "Abertura Carnaval Romano" de Hector Berlioz) , obras independentes criadas em cima de um tema literário. O poema sinfônico é frequentemente confundido com um tipo de obra conhecida como "Sinfonia e Programa", cujos exemplos expoentes são a "Sinfonia Fantástica" e "Haroldo na Itália" de Hector Berlioz. No poema sinfônico a música é mais narrativa, e se prende com mais intensidade ao texto ou poema a que se refere.
É uma peça musical descritiva composta para orquestra, e cujo conteúdo segue um programa. Foi uma forma musical largamente explorada durante o romantismo por compositores como Franz Liszt, Bedřich Smetana e, mais tarde Richard Strauss. Alguns exemplos de poemas sinfônicos bastante conhecidos são Má Vlast, de Smetana, e Also sprach Zarathustra, de Richard Strauss.
Quando o poema sinfônico segue a estrutura da sinfonia clássica, passa a ser chamado de "sinfonia programática". Entre estas, é possível citar a Sexta Sinfonia de Beethoven, mais conhecida como Sinfonia Pastoral, e a Sinfonia Fantástica de Berlioz, embora esta última seja, segundo os critérios técnicos, um poema sinfônico.

## Principais compositores
- Cesar Franck
- Franz Liszt - "Poemas sinfónicos"
- Rimsky-Korsakov
- Claude Debussy
- Camille Saint-Saëns
- Jean Sibelius
- Richard Strauss
- Igor Stravinski
- Hector Berlioz
- Bedrich Smetana
- Luís de Freitas Branco
- Leopoldo Miguéz
- Heitor Villa-Lobos
- Silvestre Revueltas